# Type 202
Ne doit pas être confondu avec Unterseeboot 202.
Les sous-marins de Type 202 sont une classe de sous-marins à propulsion diesel-électrique, développés par Atlas Werke pour la marine allemande. 
Le sous-marin Type 202 était une classe de sous-marins allemands de courte vie opérationnelle. La conception de ces très petits sous-marins a commencé en 1957 par Ingenieurkontor Làbeck (IKL). Il était prévu de construire 40 mini-sous-marins de type 202 avec un équipage de six hommes, mais les difficultés techniques et les doutes quant à leur utilité les ont réduits à trois, et de ces trois pour les essais, ont encore réduit à deux. Les bateaux étaient en service seulement quelques mois et ont été mis au rebut peu de temps après. 
Ils étaient l’un des rares U-Boats militaires ne portant pas de « U-numbers », probablement parce qu’ils n’ont jamais été destinés à un usage de combat. Au lieu de cela, ils ont été nommés d’après d’importants ingénieurs allemands dans les constructions sous-marines (comme le Wilhelm Bauer). 
Le Hans Techel a été construit avec des hélices et des gouvernails traditionnels (semblables aux sous-marins de type 205), tandis que le Friedrich Schàrer avait plutôt une tuyère Kort orientable. 

## Liste des navires
| Numéro de coque | Nom               | Quille posée    | Lancement        | Mise en service | Retrait du service | Destin |
| --------------- | ----------------- | --------------- | ---------------- | --------------- | ------------------ | ------ |
| S172            | Hans Techel       | 10 octobre 1961 | 15 mars 1965     | 14 octobre 1965 | 15 décembre 1966   | Démoli |
| S173            | Friedrich Schürer | 10 octobre 1961 | 10 novembre 1965 | 6 avril 1966    | 15 décembre 1966   | Démoli |